# High Energy (chanson de Evelyn Thomas)
Singles de Evelyn Thomas
Doomsday
(1976) Masquerade
(1984)
High Energy est le titre d'une chanson de 1984 co-écrite et co-produite par le britannique Ian Levine et l'irlandais Fiachra Trench (en), et interprétée par la chanteuse américaine de musique dance Evelyn Thomas. La chanson très populaire dans les clubs de danse à travers le monde, parvint à la première place du classement des Hot Dance Club Songs en septembre 1984. Elle passa également quatre semaines en tête des classements de musique pop en Allemagne de l'Ouest, et grimpa jusqu'à la cinquième place du classement britannique.
Elle est devenue l'une des premières chansons à succès dans ce genre de musique connu sous le nom de Hi-NRG. Sur l'album de compilation Gay Classics, Volume 1: Ridin' the Rainbow de SoBe Music, la note de présentation décrit la chanson comme captant l'esprit du genre de manière engageante, en fusionnant un chant exalté accompagné par des synthétiseurs lumineux.
La chanson est reprise en 2023 par Afida Turner.

## Genèse
Pour créer l'instrumentale, Ian Levine commence avec une grosse caisse afin de créer le rythme, une seconde piste rythmique vient s'ajouter tout du long et enfin un rythme plus aigu est ajouté pour donner l'envie de bouger.

## Composition
Ian Levine reprend les sonorités du titre Relax de Frankie Goes to Hollywood et utilise le rythme de In the Navy des Village People lors du passage où « We want you, we want you, we want you as a new recrue » est chanté.

## Clip vidéo
La vidéo de la chanson montre Evelyn Thomas en train de chanter la chanson debout sur un plateau pendant que dansent tous ceux qui l'entourent.

## Listes de piste
Single 7"

1. "High Energy" – 3:48
2. "High Energy" (dub instrumental) – 3:30

Maxi 12"

1. "High Energy" (vocal) – 7:50
2. "High Energy" (dub instrumental) – 7:28

## Classement
| Classement (1984)                | Meilleurs positions |
| -------------------------------- | ------------------- |
| Austrian Singles Chart           | 5                   |
| Dutch Mega Top 100               | 8                   |
| Eurochart Hot 100                | 1                   |
| French SNEP Singles Chart,       | 18                  |
| German Singles Chart             | 1                   |
| Irish Singles Chart              | 12                  |
| Norwegian Singles Chart          | 9                   |
| Spain (AFYVE)                    | 1                   |
| Swiss Singles Chart              | 3                   |
| UK Singles Chart                 | 5                   |
| US Billboard Hot 100             | 85                  |
| US Billboard Hot Dance Club Play | 1                   |